# قوة المهام المشتركة في غوانتانامو
قوة المهام المشتركة في غوانتانامو هي قوة مهام مشتركة تابعة للجيش الأمريكي ومقرها في قاعدة غوانتانامو البحرية، في خليج غوانتانامو، كوبا، في الطرف الجنوبي الشرقي من القاعدة. منذ يناير 2002، تدير القوة معسكرات الاعتقال في خليج غوانتانامو، ومعسكر إكس راي وخلفائه معسكر دلتا ، ومعسكر في، ومعسكر إيكو، حيث يتم احتجاز السجناء المعتقلين منذ الحرب في أفغانستان وأماكن أخرى منذ هجمات 11 سبتمبر 2001 . منذ تأسيس القيادة في عام 2002 وحتى أوائل عام 2022، انخفض عدد المعتقلين من 779 إلى 37. اعتبارًا من 7 فبراير 2024، أصبحت الوحدة تحت قيادة العقيد ستيفن كين من الجيش الأمريكي.